# Comitato Olimpico Montenegrino
Il Comitato Olimpico Montenegrino (monteneg. Црногорски олимпијски комитет, Crnogorski Olimpijski Komitet) è un'organizzazione sportiva montegrina, nata nel 2006 a Podgorica, Montenegro.
Rappresenta questa nazione presso il Comitato Olimpico Internazionale (CIO) dal 2007 ed ha lo scopo di curare l'organizzazione ed il potenziamento dello sport in Montenegro e, in particolare, la preparazione degli atleti montenegrini, per consentire loro la partecipazione ai Giochi olimpici. Il comitato, inoltre, fa parte dei Comitati Olimpici Europei; questo è l'ultimo comitato olimpico, in ordine di tempo, a essere stato istituito.
L'attuale segretario generale dell'organizzazione è Dušan Simonović.